# Liste der Baudenkmäler in Dieterskirchen
Auf dieser Seite sind die Baudenkmäler in der Oberpfälzer Gemeinde Dieterskirchen zusammengestellt. Diese Tabelle ist eine Teilliste der Liste der Baudenkmäler in Bayern. Grundlage ist die Bayerische Denkmalliste, die auf Basis des Bayerischen Denkmalschutzgesetzes vom 1. Oktober 1973 erstmals erstellt wurde und seither durch das Bayerische Landesamt für Denkmalpflege geführt wird. Die folgenden Angaben ersetzen nicht die rechtsverbindliche Auskunft der Denkmalschutzbehörde.

## Baudenkmäler nach Ortsteilen

### Dieterskirchen
| Lage                                                                         | Objekt                                        | Beschreibung | Akten-Nr.             | Bild                                          |
| ---------------------------------------------------------------------------- | --------------------------------------------- | --- | --------------------- | --------------------------------------------- |
| Am Haiderberg 3 (Standort)                                                   | Ehemaliges Wohnstallhaus                      | Mitte 19. Jahrhundert, mit seitlichem Gredvordach. | D-3-76-122-1 Wikidata | BW                                            |
| Kalvarienberg (Standort)                                                     | Vierzehn Kreuzwegstationen                    | Wohl zweite Hälfte 19. Jahrhundert; Steinbank, bezeichnet mit „1792“; am Ende des Stationsweges. Nicht nachqualifiziert, im bayerischen Denkmal-Atlas nicht kartiert. | D-3-76-122-6 Wikidata | BW                                            |
| Kirchplatz (Standort)                                                        | Keller                                        | Eingang mit Steinportal, bezeichnet mit „1797“. Nicht nachqualifiziert, im bayerischen Denkmal-Atlas nicht kartiert.                                                  | D-3-76-122-4 Wikidata | Keller                                        |
| Kirchplatz 1 (Standort)                                                      | Schlossgasthof                                | Reste des ehemaligen Schlosses auf der Hofseite, im Erdgeschoss Tonnengewölbe mit Netzfiguration, Obergeschoss mit Fensterumrahmungen des 17. Jahrhunderts.           | D-3-76-122-2 Wikidata | Schlossgasthof                                |
| Kirchplatz 3 (Standort)                                                      | Katholische Pfarrkirche St. Ulrich            | Ostchor gotisch, Langhaus 1725, mit Ausstattung; Epitaphien der Schlossherren.                                                                                        | D-3-76-122-3 Wikidata | weitere Bilder                                |
| Neunburger Straße 4 (Standort)                                               | Zwei Torpfeiler des ehemaligen Schlossgartens | Mit Steinlöwen und Wappen, 17. Jahrhundert; Schlosskeller mit gemauertem Kellereingang, bezeichnet mit „1800“. Nicht nachqualifiziert.                                | D-3-76-122-5 Wikidata | Zwei Torpfeiler des ehemaligen Schlossgartens |
| Am Ende eines Hohlweges südlich der Straße nach Bach (Standort)              | Steinkreuz                                    | Mit Relief eines gotischen Schuhs. Nicht nachqualifiziert, im bayerischen Denkmal-Atlas nicht kartiert.                                                               | D-3-76-122-7 Wikidata | BW                                            |
| Südwestlich am Feldweg kurz vor der Straße nach Bach, Am Seebrand (Standort) | Steinkreuz                                    | Mit Weberschiffchen. Nicht nachqualifiziert, im bayerischen Denkmal-Atlas nicht kartiert.                                                                             | D-3-76-122-8 Wikidata | weitere Bilder                                |

### Bach
| Lage                                     | Objekt    | Beschreibung | Akten-Nr.              | Bild |
| ---------------------------------------- | --------- | --- | ---------------------- | ---- |
| Auf Schlossberg östlich vom Ascha-Tal () | Burgstall | Mittelalterlich. Nicht nachqualifiziert, im bayerischen Denkmal-Atlas nicht kartiert.                                   | D-3-76-122-10 Wikidata |      |
| Neben Feuerwehrhaus (Standort)           | Kruzifix  | Mit holzgeschnitzten Figuren, 18./19. Jahrhundert. Nicht nachqualifiziert, im bayerischen Denkmal-Atlas nicht kartiert. | D-3-76-122-9 Wikidata  | BW   |

### Katharinenthal
| Lage                        | Objekt                 | Beschreibung                                                                                                  | Akten-Nr.              | Bild                   |
| --------------------------- | ---------------------- | --- | ---------------------- | ---------------------- |
| Katharinenthal 1 (Standort) | Ehemalige Glasschleife | Im Obergeschoss Arbeiterwohnungen, Halbwalmdachbau, Mitte 19. Jahrhundert, mit gedeckter Holztreppe von 1900. | D-3-76-122-11 Wikidata | Ehemalige Glasschleife |

### Kieselmühle
| Lage                                        | Objekt          | Beschreibung | Akten-Nr.              | Bild |
| ------------------------------------------- | --------------- | --- | ---------------------- | ---- |
| Kieselmühle 1; Kieselmühle 2 (Standort)     | Ehemalige Mühle | Zweigeschossiger verputzter Satteldachbau, 1868; Mühlgraben, durch modernes Wohnhaus teilweise überbaut.               | D-3-76-122-12 Wikidata | BW   |
| Südlich des Weilers an der Straße ST2398 () | Wegkreuz        | Gusseisen auf Granitpfeiler, bezeichnet mit 1876. Nicht nachqualifiziert, im bayerischen Denkmal-Atlas nicht kartiert. | D-3-76-122-13 Wikidata |      |

### Pottenhof
| Lage                                             | Objekt                                    | Beschreibung                                                                                   | Akten-Nr.              | Bild |
| ------------------------------------------------ | ----------------------------------------- | ---------------------------------------------------------------------------------------------- | ---------------------- | ---- |
| Am Dorfplatz ()                                  | Backofen                                  | Granitbau, um 1930. Nicht nachqualifiziert, im bayerischen Denkmal-Atlas nicht kartiert.       | D-3-76-122-16 Wikidata |      |
| Unter Eichen am Dorfplatz (Standort)             | Kruzifix                                  | Auf Granitpfeiler, bezeichnet mit 1860. Nicht nachqualifiziert.                                | D-3-76-122-17 Wikidata | BW   |
| Pottenhof 1; Pottenhof 1 1/2 (Standort)          | Ehemaliges Schloss, sogenannter Hieranhof | Halbwalmbau, 17./18. Jahrhundert.                                                              | D-3-76-122-14 Wikidata | BW   |
| Pottenhof 2; Pottenhof 3; Pottenhof 4 (Standort) | Dreigeteiltes Wohnhaus                    | Ehemaliges Nebengebäude des Schlosses, langer Trakt mit einseitigem Halbwalm, 18. Jahrhundert. | D-3-76-122-15 Wikidata | BW   |